# Чейка
Чейка (рум. Ceica) — село у повіті Біхор в Румунії. Адміністративний центр комуни Чейка.
Село розташоване на відстані 406 км на північний захід від Бухареста, 30 км на південний схід від Ораді, 109 км на захід від Клуж-Напоки, 141 км на північний схід від Тімішоари.

## Населення
За даними перепису населення 2002 року у селі проживали 977 осіб.
Національний склад населення села:
| Національність | Кількість осіб | Відсоток |
| -------------- | -------------- | -------- |
| румуни         | 962            | 98,5%    |
| угорці         | 15             | 1,5%     |

Рідною мовою назвали:
| Мова      | Кількість осіб | Відсоток |
| --------- | -------------- | -------- |
| румунська | 964            | 98,7%    |
| угорська  | 13             | 1,3%     |